# Parque de la Carcavilla (Palencia)
El parque de la Carcavilla es un parque de la ciudad de Palencia, ubicado en el barrio de San Antonio.

## Historia
El parque se inauguró en la década de 1980 sobre lo que fue el antiguo cementerio de la ciudad. Se conservaron algunos panteones trasformados en elementos decorativos, que otorgan un aspecto singular al parque. En su antigua función de cementerio, sirvió como lugar de ejecución y enterramiento de grupos de republicanos represaliados durante la guerra civil española. Parte de estos restos han sido recuperados, y se ha construido un monumento en su memoria. Se conservan también lo que fue puerta principal del recinto y una serie de columnas de piedra con el escudo de la ciudad, reutilizadas como elemento decorativo.

## Características
La vegetación está compuesta por cipreses, que evocan la antigua función funeraria del lugar, pinos, abetos, plátanos, arces y abedules. Numerosos especímenes de gorriones, palomas y jilgueros frecuentan esta cubierta vegetal.
La extensión del parque es de 2900 metros cuadrados, repartidos entre paseos, pérgolas, canchas de diversos deportes, zonas lúdicas, etc.

## Situación
El parque de la Carcavilla se encuentra en la avenida de Asturias, en la zona norte de la ciudad.